# Diesel (banda)
Diesel es un grupo holandés de estilo Pop/Rock, que estuvo en los top 40 de Estados Unidos, con la canción Sausalito Summernight en el año 1981 que hasta incluso fue conocida mundialmente solo por este tema. En el año 2002, dicho clásico fue remaxterizado.

## Integrantes
- Pim Koopman (Batería y teclados)

- Rob Vunderrink (Guitarra y vocalista)

- Mark Boon (Guitarra)